# Kunstmuseum Gelsenkirchen

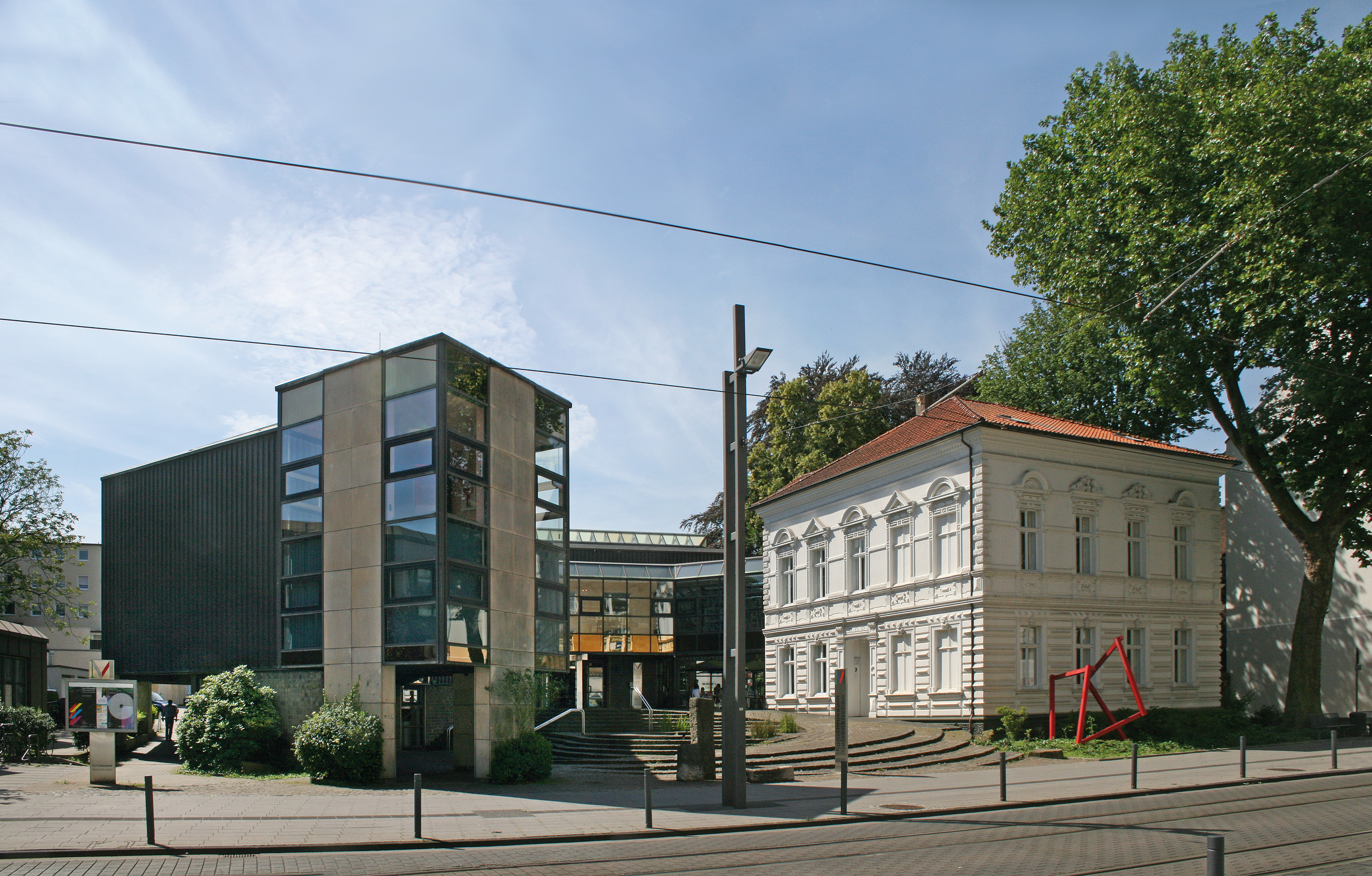
Kunstmuseum Gelsenkirchen

Kunstmuseum Gelsenkirchen is het stedelijk museum van de stad Gelsenkirchen in de deelstaat Noordrijn-Westfalen, gevestigd aan de Horster Straße in het stadsdeel Buer.

## Geschiedenis
Het museum is gesticht in 1950 en vanaf 1957 voor het publiek toegankelijk gemaakt in de Alte Villa in Buer. De villa werd in 1984 uitgebreid met nieuwbouw. Deze werd gerealiseerd naar plannen van de architect Albrecht Wittig uit 1982, doch wegens geldgebrek slechts ten dele uitgevoerd.
Het museum is gratis toegankelijk en veel objecten uit de collectie kinetische kunst mogen door het publiek worden aangeraakt of worden op verzoek gedemonstreerd.

## Collectie
De museumcollectie bestaat uit drie delen:
- De collectie kinetische kunst, met meer dan 80 objecten een van de grootste collecties in haar soort in Duitsland.

Tot de collectie behoren werken van onder andere Heinz Mack, Gerhard von Graevenitz, Pol Bury, Carlos Cruz-Diez, Jesús Rafael Soto, Günter Tollmann, Rolf Glasmeier, Ewerdt Hilgemann, George Rickey, Günther Uecker, Bill Culbert, Günter Dohr, Peter Sedgley en Julio Le Parc.
- De collectie "Anton Stankowski en de concrete kunst".

De collectie is geschonken door de Stankowski-Stiftung in Stuttgart en omvat werk van Stankowski (afkomstig uit Gelsenkirchen) uit diverse periodes, aangevuld met schilderijen en objecten van de constructivistische en concrete kunst (László Moholy-Nagy, Victor Vasarely en Heinrich Siepmann).
- De schilderijenverzameling met werk van de negentiende eeuw tot heden.

De collectie omvat Duits impressionisme (Max Liebermann, Lovis Corinth en Max Slevogt), expressionisme (Max Pechstein, Erich Heckel, Karl Schmidt-Rottluff, Ernst Ludwig Kirchner, Otto Mueller, Alexej von Jawlensky en August Macke), surrealisme (René Magritte en Max Ernst), nieuw realisme (Gerhard Richter) en de informele en concrete schilderkunst.

## Beeldencollectie
Het museum beschikt over een kleine collectie sculptures, die rond het museumgebouw zijn geplaatst, van beeldhouwers zoals: HD Schrader, Josef Bücheler, Günter Tollmann, Rolf Jörres, Wulf Kirschner en Will Brands.

## Fotogalerij

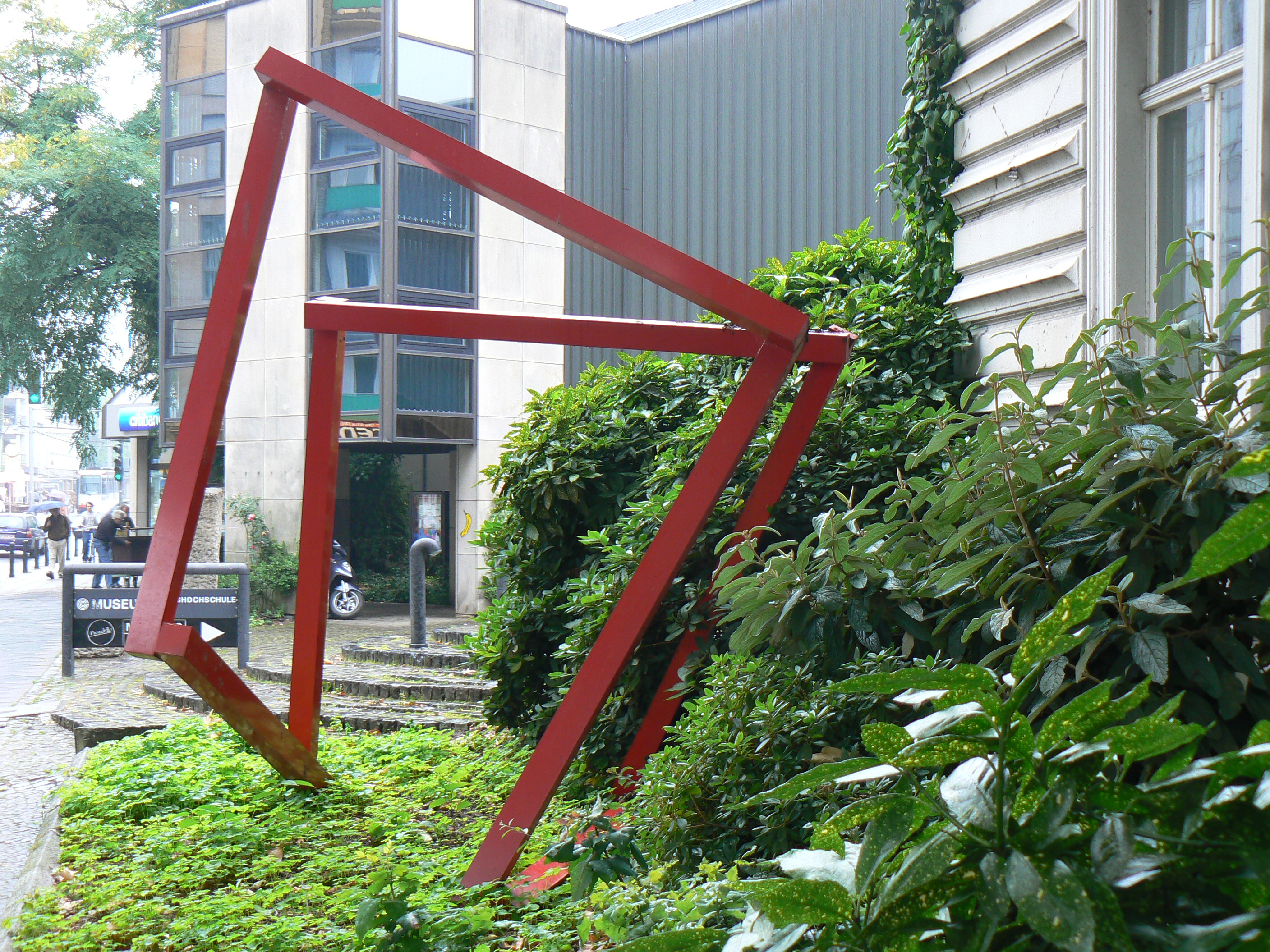
HD Schrader: Elastic Cube (2000)
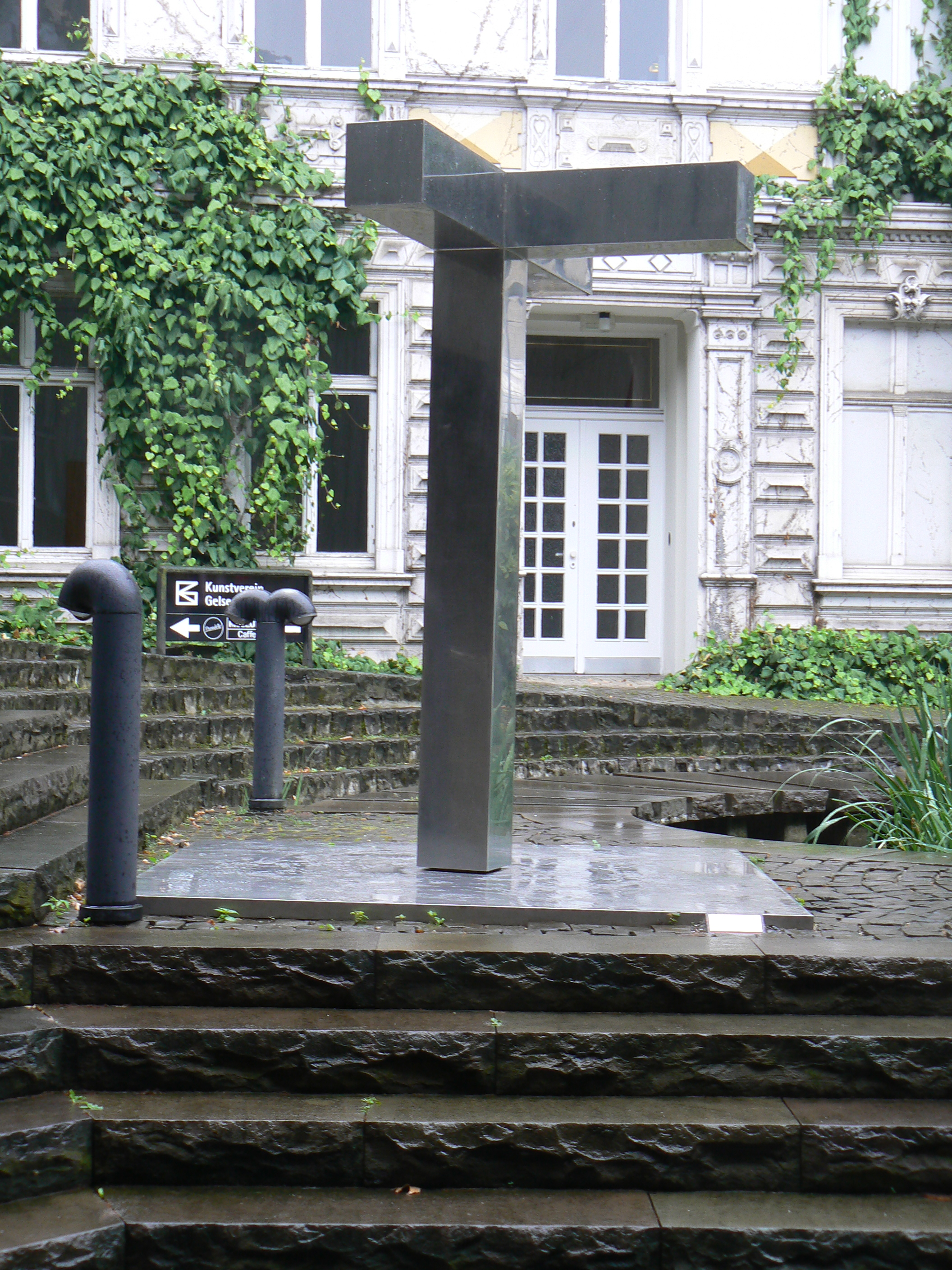
Günter Tollmann: Untitled (1969)
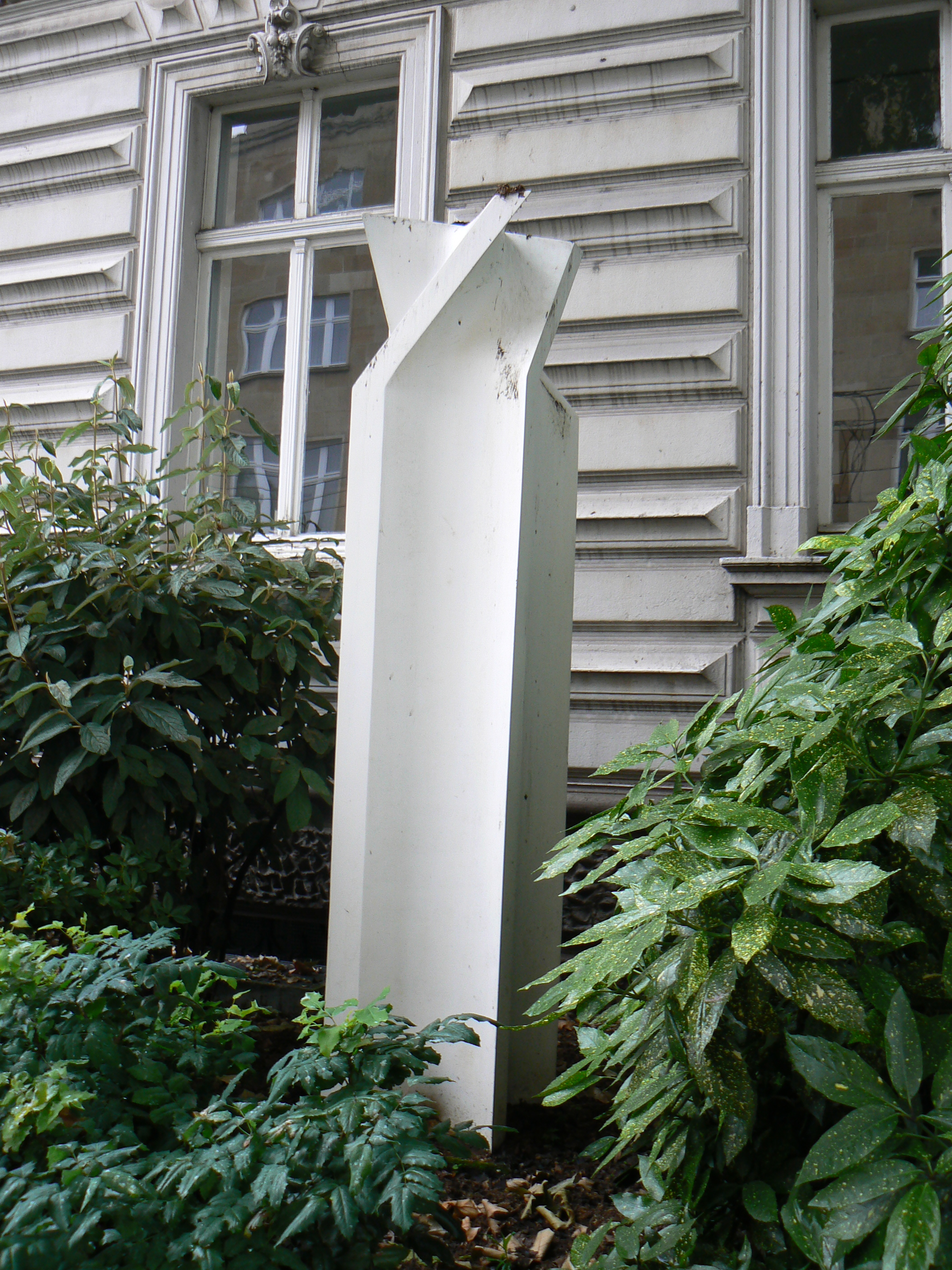
Josef Bücheler: GFK 5/75 (1975)